# Mistrzostwa Afryki w Judo 1998
Mistrzostwa Afryki w judo rozegrano w Dakarze w Senegalu w dniach 23–26 lipca 1998 roku.

## Tabela medalowa
| Poz.  | Państwo                  |    |    |    | Łącznie |
| ----- | ------------------------ | -- | -- | -- | ------- |
| 1.    | Egipt                    | 4  | 2  | 7  | 13      |
| 2.    | Algieria                 | 3  | 3  | 6  | 12      |
| 3.    | Tunezja                  | 2  | 4  | 5  | 11      |
| 4.    | Wybrzeże Kości Słoniowej | 2  | 0  | 2  | 4       |
| .     | Mauritius                | 2  | 0  | 2  | 2       |
| 6.    | Maroko                   | 1  | 5  | 1  | 7       |
| 7.    | Senegal                  | 1  | 0  | 2  | 3       |
| 8.    | Gabon                    | 1  | 0  | 0  | 1       |
| 9.    | Południowa Afryka        | 0  | 2  | 0  | 2       |
| 10.   | Kamerun                  | 0  | 0  | 4  | 4       |
| 11.   | Nigeria                  | 0  | 0  | 2  | 2       |
| 12.   | Libia                    | 0  | 0  | 1  | 1       |
| Razem | Razem                    | 16 | 16 | 32 | 64      |

## Mężczyźni
| Waga    | Złoto:              | Srebro:                    | Brąz:              | Brąz:                |
| 60 kg   | Umar Rabahi         | Abdelouahed Idrissi Chorfi | Ike Ezenwoke       | Hamouda Eslam        |
| 66 kg   | Ammar Murajdża      | Sami Mekni                 | Tarek Ayad         | Abdelrahman Yaser    |
| 73 kg   | Hassen Moussa       | Mourad El Hachimi          | Wahid Hani         | Nur ad-Din al-Jakubi |
| 81 kg   | Adil Belgaïd        | Lofti Issaoui              | Iljas Szarifi      | Aboumedan El Sayed   |
| 90 kg   | Jean-Claude Raphael | Adil Kaaba                 | Ashraf Bahgat      | Skander Hachicha     |
| 100 kg  | Bassel El-Gharbawy  | Belkacem Hirech            | Mourad Zaghouan    | Antonio Felicite     |
| +100 kg | Steve Nguema Ndong  | Ahmed Baly                 | Muhammad Bu Iszawi | Slim Agrebi          |
| open    | Bassel El-Gharbawy  | Sami Belgroun              | Slim Agrebi        | Steve Biwole Abolo   |

## Kobiety
| Waga   | Złoto:                  | Srebro:          | Brąz:                | Brąz:                  |
| 48 kg  | Iman Yousri El Banna    | Tania D'Aguiar   | Dolly Moothoo        | Leila Zitoune          |
| 52 kg  | Zineb Ghezal            | Karima Dhaouadi  | Geneviève Nga Onana  | Khadija El Hamdaoui    |
| 57 kg  | Rose Marie Kouaho       | Lynda Mekzine    | Louise Stephanie Zeh | Khalifa Magda          |
| 63 kg  | Nesria Traki            | Henriette Möller | Sow Yacine           | Bilkisu Yusuf          |
| 70 kg  | Lea Zahoui Blavo        | Saida Dhahri     | Meriem Adjmi         | Nora Abdelhamid        |
| 78 kg  | Marie Michelle St Louis | Ismail Amany     | Akissa Monney        | Chahla Atailia         |
| +78 kg | Heba Hefny              | Samira Chhab     | Sonia Ghorbel        | Adja Marieme Diop      |
| open   | Adja Marieme Diop       | Samira Chhab     | Marcelline Mkegne    | Marguerite Goualou Yao |